# Unità Nazionale della Speranza
L'Unità Nazionale della Speranza (Unidad Nacional de la Esperanza) è un partito politico guatemalteco.
Affiliata all'Internazionale Socialista, l'Unidad è ritenuta una forza politica di centro-sinistra, d'ispirazione socialdemocratica e cristianosociale.

## Storia
Nelle elezioni legislative del 9 novembre 2003 consegue il 17% dei voti, ottenendo 32 dei 158 seggi di membro del Parlamento. Colom ottiene al primo turno delle presidenziali il 26%, venendo battuto da Óscar Berger al ballottaggio.
Alle politiche 2007, Unidad ottiene la maggioranza e, nel ballottaggio del 4 novembre, anche la presidenza della Repubblica, consentendo al capo del partito Colom - suffragato dal 52,83% dei voti - di far proprio il mandato 2008-2012 che ha avuto inizio il 14 gennaio.

## Risultati elettorali

### Elezioni parlamentari
| Elezione        | Voti    | %     | Seggi    |
| --------------- | ------- | ----- | -------- |
| 2003            | 457.308 | 17,90 | 30 / 158 |
| 2007            | 720.285 | 22,84 | 48 / 158 |
| 2011 (con GANA) | 978.325 | 22,45 | 48 / 158 |
| 2015            | 676.080 | 14,83 | 36 / 158 |
| 2019            | 717.204 | 17,81 | 40 / 160 |
| 2023            |         |       |          |

### Elezioni presidenziali
| Elezione | Candidato     | 1º turno           | 1º turno           | 2º turno           | 2º turno           | Esito                |
| Elezione | Candidato     | Voti               | %                  | Voti               | %                  | Esito                |
| -------- | ------------- | ------------------ | ------------------ | ------------------ | ------------------ | -------------------- |
| 2003     | Álvaro Colom  | 707.635            | 26,36              | 1.046.868          | 45,85              | ❌ Non eletta/o (2º) |
| 2007     | Álvaro Colom  | 926.236            | 28,23              | 1.449.153          | 52,82              | ✔️ Eletta/o          |
| 2011     | Sandra Torres | Non ha partecipato | Non ha partecipato | Non ha partecipato | Non ha partecipato | Non ha partecipato   |
| 2015     | Sandra Torres | 967.242            | 19,76              | 1.261.607          | 34,52              | ❌ Non eletta/o (2º) |
| 2019     | Sandra Torres | 1.112.939          | 25,53              | 1.384.005          | 42,05              | ❌ Non eletta/o (2º) |
| 2023     | Sandra Torres |                    |                    |                    |                    |                      |